# 烟花易冷
烟花易冷是2010年由方文山作词，周杰伦演唱的中国风歌曲，收录于专辑《跨时代》，由于歌曲吐字清晰，歌曲曾被怀疑不是周杰伦唱的，周杰伦坦言新歌“满矫情”。网上曾流传这首歌的真名是《伽蓝雨》。《烟花易冷》跟《洛阳伽蓝记》没有关系，烟花易冷描述了一千五百多年前盛极繁华后倾塌颓圮的洛阳中，一名皇家将领与其所倾慕之女子间的爱情故事。

## 外部連結
- YouTube上的（繁體中文）